# Chelsy Davy
Chelsy Yvonne Davy (Bulawayo, 13 de octubre de 1985) es una empresaria zimbabuense-británica.

## Primeros años
Chelsy Davy nació en Bulawayo, Zimbabue; hija de Charles Davy, un granjero sudafricano, y Beverley Donald Davy, una exmodelo de Coca-Cola y Miss Rhodesia 1973. Tiene un hermano pequeño, Shaun, y creció en la propiedad familiar de Lemco Safari.
Su padre Charles es uno de los terratenientes más prominentes de Zimbabue, con más de 300.000 hectáreas a su nombre. Mantuvo relaciones de negocios con el controvertido político Webster Shamu, del cual ha dicho, "Coopero con una persona a la que admiro y me llevo bien. No me inmiscuyo en temas de política ni nada por el estilo." Después de ser criticado por la prensa, sin embargo, Charles Davy vendió sus acciones en el negocio.

## Carrera

### Trabajo en bufete de abogados
Davy fue educada en Cheltenham College, hasta que se pasó al Stowe School en Buckinghamshire.
Davy se graduó de la Universidad de Ciudad del Cabo en económicas en 2006, y en derecho en la Universidad de Leeds en 2009. En septiembre de 2011, Davy comenzó a hacer prácticas como abogada para la firma con sede en Londres, Allen & Overy.
A finales de 2014, sin embargo, Davy decidió renunciar a su puesto laboral con la firma.

### Marca de joyas Aya
Después de estudiar en el Instituto Gemológico de América, Davy decidió crear su propia marca de joyas, Aya, en julio de 2016.

## Vida personal

### Relación con el príncipe Enrique
Davy tuvo lo que la prensa describió como una "turbulenta" relación con el príncipe Enrique, el hijo menor de Carlos y Diana de Gales. La pareja se conoció a principios de 2004 cuando Davy era alumna en el Stowe School, comenzando una relación intermitente con él hasta mayo de 2010. Davy anunció el final de su relación en Facebook.
En 2011, hablando de rumores sobre una posible reconciliación, el príncipe Enrique declaró que estaba "100% soltero," y Chelsy, quien asistió a la boda real entre Guillermo de Cambridge y Catherine Middleton el 29 de abril de 2011, declaró que no se casaría con el príncipe Enrique debido a la creciente incompatibilidad de elecciones en la vida de ambos.
En mayo de 2018, Davy fue invitada a la boda real entre Enrique de Sussex y Meghan Markle.

### Maternidad y matrimonio
En enero de 2022 dio a luz a su primer hijo, Leo. Unos días después se anunció su compromiso con el hotelero Sam Cutmore-Scott. En mayo de 2022 se hizo público que habían contraído matrimonio en una ceremonia íntima. Su segunda hija, Chloe, nació en 2024.